# Podosfairikos Syllogos Veroia 1960
Il Podosfairikos Syllogos Veroia 1960 (in greco Ποδοσφαιρικός Σύλλογος Βέροια 1960?), meglio noto come Veria 1960 e in passato come NPS Veria, è una società calcistica greca con sede nella città di Veria. Milita nel campionato regionale dell'Emazia, la quarta divisione del campionato greco.

## Storia
La squadra è stata fondata nel 2019 con il nome di Neos Podosfairikos Syllogos Veroia 2019 in seguito al fallimento della storica squadra della città, il Veria, che poteva vantare numerose partecipazioni alla massima serie ellenica. Il nuovo Veria venne iscritto in Football League, la terza serie del campionato greco. Nel primo anno chiuse con un tranquillo 7º posto in classifica, scontando anche tre punti di penalizzazione. Nella stagione successiva vince il Gruppo Nord della Football League e viene promosso per la prima volta in Souper Ligka Ellada 2, la seconda divisione greca. Dopo il ritorno in Gamma Ethniki conquistato nella stagione 2024-2025, la squadra ha raccolto l'eredità della storica squadra cittadina cambiando nome e segni distintivi, assumendo l'attuale identità a partire dalla stagione 2025-2026.

## Palmarès

### Competizioni nazionali
- Football League: 1

2020-2021 (gruppo nord)

## Organico

### Rosa 2022-2023
Aggiornata al 27 febbraio 2023.
| N. |                    | Ruolo | Calciatore                      |
| -- | ------------------ | ----- | ------------------------------- |
| 1  | Grecia (bandiera)  | P     | Theodoros Venetikidis           |
| 2  | Grecia (bandiera)  | D     | Michalis Boukouvalas (capitano) |
| 6  | Grecia (bandiera)  | C     | Vasilīs Bouzas                  |
| 7  | Grecia (bandiera)  | C     | Giorgos Bletsas                 |
| 8  | Grecia (bandiera)  | A     | Petros Orfanidīs                |
| 9  | Grecia (bandiera)  | C     | Vasilīs Fasidīs                 |
| 10 | Grecia (bandiera)  | A     | Christos Katsoukis              |
| 11 | Ghana (bandiera)   | C     | Ishmael Baidoo                  |
| 13 | Camerun (bandiera) | A     | Florentin Bouoli                |
| 14 | Grecia (bandiera)  | D     | Paraskevas Doumanis             |
| 15 | Grecia (bandiera)  | P     | Dimitrios Ioannidis             |
| 18 | Grecia (bandiera)  | C     | Alexandros Masouras             |
| 20 | Grecia (bandiera)  | A     | Giannis Ioannou                 |
| 21 | Grecia (bandiera)  | D     | Manolis Perdikis                |
| 22 | Grecia (bandiera)  | D     | Apostolos Stikas                |

| N. |                    | Ruolo | Calciatore                |
| -- | ------------------ | ----- | ------------------------- |
| 23 | Grecia (bandiera)  | C     | Konstantinos Isaakidis    |
| 26 | Grecia (bandiera)  | D     | Asterios Mouchalis        |
| 27 | Grecia (bandiera)  | A     | Dimitrios Gioukoudis      |
| 30 | Grecia (bandiera)  | C     | Christos Belevonis        |
| 80 | Grecia (bandiera)  | C     | Konstantinos Demirtzoglou |
| 87 | Grecia (bandiera)  | P     | Giannis Papadopoulous     |
| 88 | Grecia (bandiera)  | C     | Lazaros Eleftheriadis     |
| 93 | Grecia (bandiera)  | D     | Tasos Papachristos        |
|    | Grecia (bandiera)  | D     | Stelios Kapsalis          |
|    | Grecia (bandiera)  | D     | Aristotelis Kollaras      |
|    | Grecia (bandiera)  | C     | Grigoris Ziogas           |
|    | Albania (bandiera) | C     | Renild Kasemi             |
|    | Grecia (bandiera)  | D     | Giannis Manolioudis       |
|    | Grecia (bandiera)  | C     | Athanasios Giagtzidis     |

### Rosa 2021-2022
Aggiornata al 30 gennaio 2022.
| N. |                           | Ruolo | Calciatore             |
| -- | ------------------------- | ----- | ---------------------- |
| 1  | Grecia (bandiera)         | P     | Markos Vellidis        |
| 2  | Grecia (bandiera)         | D     | Michalis Boukouvalas   |
| 3  | Grecia (bandiera)         | D     | Stavros Petavrakis     |
| 5  | Grecia (bandiera)         | D     | Stelios Marangos       |
| 6  | Grecia (bandiera)         | C     | Angelos Oikonomou      |
| 7  | Grecia (bandiera)         | C     | Giorgos Bletsas        |
| 8  | Grecia (bandiera)         | C     | Vasilis Gavriilidis    |
| 9  | Grecia (bandiera)         | A     | Petros Giakoumakīs     |
| 10 | Grecia (bandiera)         | A     | Stelios Pozoglou       |
| 11 | Ghana (bandiera)          | A     | Ishmael Baidoo         |
| 12 | Grecia (bandiera)         | D     | Anastasios Tasiopoulos |
| 17 | Costa d'Avorio (bandiera) | A     | Manssou Fofana         |
| 19 | Grecia (bandiera)         | A     | Giannīs Pasas          |
| 20 | Grecia (bandiera)         | A     | Petros Orfanidīs       |

| N. |                               | Ruolo | Calciatore             |
| -- | ----------------------------- | ----- | ---------------------- |
| 21 | Grecia (bandiera)             | D     | Manolis Perdikis       |
| 22 | Grecia (bandiera)             | A     | Savvas Mourgos         |
| 23 | Grecia (bandiera)             | C     | Konstantinos Isaakidis |
| 26 | Grecia (bandiera)             | D     | Asterios Mouchalis     |
| 27 | Grecia (bandiera)             | A     | Giannīs Mystakidīs     |
| 33 | Grecia (bandiera)             | D     | Stergios Dīmopoulos    |
| 34 | Macedonia del Nord (bandiera) | C     | Ali Adem               |
| 37 | Grecia (bandiera)             | P     | Vasilis Tsimopoulos    |
| 44 | Grecia (bandiera)             | D     | Apostolos Skondras     |
| 87 | Grecia (bandiera)             | P     | Giannis Papadopoulous  |
| 93 | Grecia (bandiera)             | D     | Tasos Papachristos     |
| 97 | Belgio (bandiera)             | A     | Charles Kwateng        |
| 99 | Grecia (bandiera)             | A     | Antonis Kapnidis       |